# Isogenoides olivaceus
Isogenoides olivaceus és una espècie d'insecte plecòpter pertanyent a la família dels perlòdids.

## Hàbitat
En el seu estadi immadur és aquàtic i viu a l'aigua dolça, mentre que com a adult és terrestre i volador.

## Distribució geogràfica
Es troba a Nord-amèrica: l'est del Canadà (Ontario i el Quebec) i els Estats Units (Michigan, Minnesota, Pennsilvània i Wisconsin), incloent-hi els Grans Llacs d'Amèrica del Nord.